# Найсна
Найсна (Книсна; африк. Knysna [ˈnaɪznə]; вероятно, от готтентотского слова, обозначащего «папоротник») — городок и популярный туристский курорт в районе Эден Западной Капской провинции ЮАР. Является частью туристского региона Гарден-Рут (англ. Garden Route). Расположен на 34 градусах южной широты в 72 км к востоку от г. Джордж по автомагистрали N2, в 25 км к западу от города Плеттенберхбай на той же автомагистрали.
Число жителей на начало 21 в. составляло 76 тысяч.

## История
В 1825 г. на берегу озера возникла деревня Мелвилл, а в 1846 г. около неё возникла ещё одна, Ньюхейвен. Город Найсна, который был образован в 1882 г. в результате слияния обоих деревень, был назван в честь соседней реки.
Гавань Найсна вмещала до 50 судов, и уже с 1787 г. оттуда осуществлялись поставки древесины, которой изобиловал регион. Землевладелец Джордж Рекс, который прибыл на мыс Доброй Надежды в 1796 г., сыграл важную роль в ранней истории города и считается его основателем. Поскольку вход в порт был непростой задачей, крупные суда обслуживал портовый лоцман. С 1868 г. лоцманом был Джон Бенн, родом из Мосселбай, в честь которого назван двухпалубный корабль, в настоящее время служащий в качестве туристского аттракциона в лагуне Найсна. Порт был официально закрыт в 1954 году.
Семья выходцев из Норвегии по фамилии Тесен (Thesen) сыграла существенную роль в развитии Найсна с 1869 г. и далее. В частности, Арндт Леонард Тесен (1816—1875) и его сын Чарльз Вильгельм Тесен основали и расширили семейное предприятие по деревообработке. Чарльз неоднократно занимал должность мэра Найсна.
С 1907 по 1949 гг. для перевозки древесины из близлежащих лесов в гавань использовалась специальная узкоколейка.

## Характеристика
Город расположен главным образом на северном берегу крупного эстуария, в который впадают воды реки Найсна, англ. Knysna River. Эстуарий выходит в океан, проходя мимо двух крупных мысов, известных как «Головы» («The Heads») и получивших печальную известность из-за частых крушений рыбацких судов, проходящих мимо них. Рядом расположена геологическая формация, известная как «камни-карты» («The Map Stones»). К северу от Найсна тропический лес покрывает холмистую местность на протяжении 20 км, постепенно переходя в кустарник ближе к горам Оутениква.
Город пользуется популярностью как среди туристов, так и среди пожилых путешественников из-за своего мягкого тёплого климата. С недавнего времени город также приобрёл популярность среди гольфистов, так как в нём расположено несколько площадок для гольфа мирового класса. Также курорт популярен среди богемы, хиппи, здесь действует много ресторанов. Ближайший пляж расположен на Брентон-он-Си, непосредственно к западу от скал-Голов. Залив Баффало популярен среди серфингистов.
В городе расположен яхт-клуб. В окрестностях города обитает популяция реликтовых слонов.

## Выдающиеся жители
- Землевладелец Джордж Рекс (1765–1839), который прибыл на мыс Доброй Надежды в 1796 г., сыграл важную роль в ранней истории города и считается его основателем.
- Арндт Леонард Тесен (1816—1875) и его сын Чарльз Вильгельм Тесен (1856–1940) — основали и расширили семейное предприятие по деревообработке. Чарльз неоднократно занимал должность мэра Найсна.
- Ялмар Тесен — писатель-натуралист.

## Поместье Найсна
Поместье Найсна — здание наследия с богатой историей. Увлекательная история поместья была хорошо исследована историком Маргарет Паркс (англ. Margaret Parkes) и Филиппом Кавеней (англ. Philip Caveney) из «Исторического общества Книсны» и связана со значительными местными деятелями, такими как Сара Рекс (англ. Sarah Rex), Р Холт (англ. R Holt), Йоханна Тесен (англ. Johanna Thesen), Пол Эмиль Бертлесен (англ. Paul Emil Bertlesen), Генри Морган (англ. Henry Morgan), Уильям Морроу (англ. William Morrow), Людвик Джонсон (англ. Ludwick Johnson) и многими другими, посетившими поместье за последние 145 лет.
Имущество, на котором этот дом стоит, было предоставлено в собственность Уильяму Ганну Макферсону (англ. Wililam Gunn McPherson) губернатором сэром Филиппом Вудхаусом (англ. Philip Wodehouse) в 1864 году и простиралось от Фихат-стрит (англ. Fichat Street) Мэйн-стрит (англ. Main Street). Имущество было продано Ялмару и Рольфу Тесен в 1872 году, которые затем жили в собственности на Майне-стрит.
- В 1892 году бывший мэр Книсны Генри Перси Морган (англ. Henry Percy Morgan, владелец отеля West End, приобрёл недвижимость[7].
- В 1900 году Эндрю Хепберн из «Knysna Forest Co.» построил поместье[7].
- В 1930-х годах в здании были комнаты, в которых Беатриса Антуанетта Лотц (англ. Beatrix Antoinette Lotz; позже вторая жена главнокомандующего Книсны Александра Фока, англ. Alexander Foake) давала уроки африкаанс[7].
- В период с 1945 по 1960 год семья Хеуниса владела домом, когда он действовал как пансион для учителей и учеников средней школы Книсна[7].
- В 1992 году здание было переименовано в «Knysna Manor House» («Поместье Книсны»)[7][9].
- В 2000 году имущество и здание были предоставлены Дебби Стэнли (англ. Debbie Stanley) из Эко-Эд (англ. Eco-Ed) для аренды Уиллоуби ван Реенена (англ. Willoughby van Reenen), затем владельца имущества, которое будет использоваться в качестве Центра экологического образования[8].

Дебби и партнер Хатти Тесен обучают молодых людей со всего мира фауне и флоре африканских лесов и даже посетили делегацию из Американской международной школы в Дубае. Хатти создала Музей естественной истории, состоящий из множества костей и черепов млекопитающих, таких как грызуны и приматы, собранные её отцом Ялмаром Тесеном. Они используются в качестве инструмента для обучения молодых посетителей фауне прошлого и настоящего леса.
Тренерский дом служит исторической базой, из которой проводятся программы Eco-Ed, а изюминкой для всех участников, участвующих в предлагаемых мероприятиях, является ночная прогулка в лесу, где ночью они ощущают тайну леса. Вечера заканчиваются вокруг костра с рассказами прошлых лет.
Сейчас собственность принадлежит PG Bison, и Eco-Ed продолжает сдавать в аренду имущество и предлагает образовательные мероприятия из этого специального места. Недавний ремонт здания стали возможными благодаря пожертвованию от PG Bison, где основным спонсором был Eco-Ed.

## Ежегодные события
В конце апреля — начале мая проводится фестиваль марди-гра «Розовая Лури» (Pink Loerie Mardi Gras).
В июле проводится фестиваль «Возьми и купи устрицу», который привлекает множество гостей издалека.
Растаманский Фестиваль земли проводится в конце июля.
В сентябре проводится Gastronomica — фестиваль здоровой еды и органических продуктов.